# Het zusje
Het zusje is een Nederlandse korte film die is geregisseerd door Marco van Geffen en geproduceerd werd in het kader van Kort! 6.

## Verhaal
Een vijfjarig meisje is getuige van de mishandeling van de baby van het gezin door haar vader. De film bevat geen dialoog en de mishandelingen vinden plaats buiten het blikveld van zowel het meisje als de kijker, waardoor deze de mishandeling alleen auditief waarnemen.